# Ula Tirso
Ula Tirso település Olaszországban, Szardínia régióban, Oristano megyében. Lakosainak száma 462 fő (2023. január 1.). Ula Tirso Ardauli, Busachi, Ghilarza, Neoneli, Ortueri és Boroneddu községekkel határos.

## Népesség
A település lakossága az elmúlt években az alábbi módon változott:
| Lakosok száma | 567  | 564  | 462  |
|               | 2017 | 2018 | 2023 |